# Меридиан (акупунктура)
Меридиан (Канал) (кит. трад. 經絡, упр. 经络, пиньинь jīngluò — сеть каналов, русловая сеть) — согласно донаучным метафизическим представлениям традиционной китайской медицины — область циркуляции энергии ци в живом теле.  Меридиан является одним из основных понятий в чжэнь-цзю (акупунктуре).
Существование меридианов и акупунктурных точек не подтверждается анатомическими и гистологическими данными.

## Представление о меридианах с точки зрения традиционной китайской медицины
Меридиан имеет внутренний и наружный ход (внутри тела и на его поверхности). Наружный ход представляет собой условную линию на поверхности тела, которая соединяет расположенные на ней акупунктурные (биологически активные) точки. В акупунктуре строгая локализация определена только для акупунктурных точек; линия, их соединяющая, схематична.
Всего насчитывается 12 парных меридианов, соответствующих плотным (чжан) и полым (фу) органам, и 2 непарных меридиана. Различаются меридианы ян и меридианы инь. Эти 14 меридианов в традиционной китайской медицине считаются постоянными.
Постоянные меридианы
| Наименование                       | китайское    | пиньинь                   | рука/нога | инь/ян                | стихия      |
| Лёгких (肺)                        | 手太阴肺经   | Shǒutàiyīn Fèijīng        | рука (手) | большой инь (太阴)    | металл (金) |
| Толстой кишки (大腸)               | 手阳明大肠经 | Shǒuyángmíng Dàchángjīng  | рука (手) | ян яркий (阳明)       | металл (金) |
| Желудка (胃)                       | 足阳明胃经   | Zúyángmíng Wèijīng        | нога (足) | ян яркий (阳明)       | земля (土)  |
| Селезёнки (脾)                     | 足太阴脾经   | Zútàiyīn Píjīng           | нога (足) | большой инь (太阴)    | земля (土)  |
| Сердца (心)                        | 手少阴心经   | Shǒushàoyīn Xīnjīng       | рука (手) | малый инь (少阴)      | огонь (火)  |
| Тонкой кишки (小肠)                | 手太阳小肠经 | Shǒutàiyáng Xiǎochángjīng | рука (手) | большой ян (太阳)     | огонь (火)  |
| Мочевого пузыря (膀胱)             | 足太阳膀胱经 | Zútàiyáng Pángguāngjīng   | нога (足) | большой ян (太阳)     | вода (水)   |
| Почек (腎)                         | 足少阴肾经   | Zúshàoyīn Shènjīng        | нога (足) | малый инь (少阴)      | вода (水)   |
| Перикарда (心包)                   | 手厥阴心包经 | Shǒujúeyīn Xīnbāojīng     | рука (手) | абсолютный инь (厥阴) | огонь (火)  |
| Меридиан трёх обогревателей (三焦) | 手少阳三焦经 | Shǒushàoyáng Sānjiāojīng  | рука (手) | малый ян (少阳)       | огонь (火)  |
| Жёлчного пузыря (膽)               | 足少阳胆经   | Zúshàoyáng Dǎnjīng        | нога (足) | малый ян (少阳)       | дерево (木) |
| Печени (肝)                        | 足厥阴肝经   | Zújuéyīn Gānjīng          | нога (足) | абсолютный инь (厥阴) | дерево (木) |
| Задний срединный меридиан          | 督脈         | Dūmài                     |           | ян (阳)               |             |
| Передний срединный меридиан        | 任脈         | Rènmài                    |           | инь (阴)              |             |

Однако если в организме формируется хронический процесс с нарушением (в сторону избытка) циркуляции ци сразу в нескольких постоянных меридианах, то это приводит к проявлению одного или нескольких непостоянных «сосудов-май» («чудесных меридианов»). Всего описывается 8 таких «чудесных меридианов».
На становление китайского понимания меридианов существенное влияние оказали мифология, нумерология, астрология и другие метафизические представления. В классических медицинских текстах китайская календарная зодиакальная система ганьчжи (干支 gānzhī) сопоставляет постоянные меридианы солнечным часовым углам экваториальной системы небесных координат («сторонам света») и времени суток.
| Земная ветвь | Название | Меридиан                    | Время активности меридиана | Долгота (сторона света) |
| ------------ | -------- | --------------------------- | -------------------------- | ----------------------- |
| 子 zǐ        | Крыса    | Меридиан жёлчного пузыря    | 23:00 — 1:00               | 360° или 0° (север)     |
| 丑 chǒu      | Бык      | Меридиан печени             | 1:00 — 3:00                | 30°                     |
| 寅 yín       | Тигр     | Меридиан лёгких             | 3:00 — 5:00                | 60°                     |
| 卯 mǎo       | Кролик   | Меридиан толстой кишки      | 5:00 — 7:00                | 90° (восток)            |
| 辰 chén      | Дракон   | Меридиан желудка            | 7:00 — 9:00                | 120°                    |
| 巳 sì        | Змея     | Меридиан селезёнки          | 9:00 — 11:00               | 150°                    |
| 午 wǔ        | Лошадь   | Меридиан сердца             | 11:00 — 13:00              | 180° (юг)               |
| 未 wèi       | Овца     | Меридиан тонкой кишки       | 13:00 — 15:00              | 210°                    |
| 申 shēn      | Обезьяна | Меридиан мочевого пузыря    | 15:00 — 17:00              | 240°                    |
| 酉 yǒu       | Петух    | Меридиан почек              | 17:00 — 19:00              | 270° (запад)            |
| 戌 xū        | Собака   | Меридиан перикарда          | 19:00 — 21:00              | 300°                    |
| 亥 hài       | Свинья   | Меридиан трёх обогревателей | 21:00 — 23:00              | 330°                    |

## История развития представлений о меридианах
Самые ранние представления о меридианах существенно отличались от тех, что сформировались в конечном счёте. В 1972—1973 гг. во время археологических раскопок захоронений в кургане Мавандуй близ города Чанша в провинции Хунань, датируемых 168 г. до н. э., было обнаружено множество книг, в том числе медицинских. В частности, были найдены древнейшие из сохранившихся до наших дней в первоначальном виде манускрипты на шелковой ткани: «Канон прижигания одиннадцати ножных и ручных сосудов» (足臂十一脈灸經 Zubi shiyi maijiu jing) и «Первая и вторая книги Канона прижигания одиннадцати Инь и Ян сосудов» (陰陽十一脈灸經 Yinyang shiyi maijiu jing). В книгах не употребляется термин «каналы» (经 jīng), а используется термин «сосуды» (脉 mài). Описаны шесть «ножных» и пять «ручных сосудов» (отсутствует описание ручного цзюэ-инь канала перикарда). Описание линий прохождения каналов по поверхности тела краткое. Очень мало говорится о связи «сосудов» с внутренними органами. В названия «сосудов» внутренние органы не включены. Кроме того, при описании «сосуда тай-инь» (то есть ножного тай-инь канала селезёнки) говорится, что это «сосуд желудка». Также встречаются названия «зубной сосуд», «ушной сосуд», «плечевой сосуд», которых нет в более поздних трактатах традиционной китайской медицины.
В дальнейшем количество меридианов и акупунктурных точек на них оценивалось на основании холистического «принципа подобия», который изначально был обозначен в «Трактате о внутреннем» (Нейцзин). На основе этого принципа в трактате Линшу цзин (靈樞經 Língshū jīng), который датируется 1 веком до н. э., 365 частей тела сопоставляются 365 дням в году, а двенадцать меридианов (каналов) сопоставляются двенадцати рекам Срединной Империи.
Многочисленные исторические источники свидетельствуют, что в прошлом акупунктура представляла собой надрезание или прокалывание кожи с целью кровопускания, прижигания (для остановки кровотечения, обеззараживания) и хирургического вмешательства. На становление современной карты акупунктурных точек и меридианов оказал влияние китайский педиатр Чен Дань’ань (Cheng Dan’an), который в начале 1930-х годов способствовал возобновлению исчезающих уличных практик терапевтического иглоукалывания. Он отдалил места иглоукалывания от кровеносных сосудов, иллюстрируя свои нововведения рисунками на коже людей и фотографируя их. Он же заменил толстые средневековые инструменты на тонкие иглы, характерные для современной акупунктуры.

## Современная наука о меридианах
Представления, лежащие в теоретическом основании акупунктуры — учение о жизненной энергии ци и её движении по меридианам — носят донаучный и метафизический характер. Современная наука отрицает существование такого типа энергии. Существование меридианов и акупунктурных точек не подтверждается анатомическими и гистологическими данными.
Лежащие в основе акупунктуры архаичные представления, а также сомнения в её клинической эффективности вызывают широкую критику, вплоть до рассмотрения теории существования меридианов и энергии ци как псевдонауки.